# Großer Preis von Frankreich 1989
Der Große Preis von Frankreich 1989 (offiziell LXXV Rhône-Poulenc Grand Prix de France) fand am 9. Juli auf dem Circuit Paul Ricard in Le Castellet statt und war das siebte Rennen der Formel-1-Weltmeisterschaft 1989.

## Berichte

### Hintergrund
Im Vorfeld seines Heim-Grand-Prix kündigte Alain Prost an, nach Abschluss der laufenden Saison zur Scuderia Ferrari zu wechseln. McLaren nahm daraufhin im Gegenzug Gerhard Berger für die Saison 1990 unter Vertrag.
Mit sofortiger Wirkung wurde Johnny Herbert von Benetton entlassen und durch den Formel-1-Neuling Emanuele Pirro ersetzt. Éric Bernard absolvierte ebenfalls sein Grand-Prix-Debüt. Der Franzose ersetzte seinen Landsmann Yannick Dalmas bei Larrousse. Aufgrund eines neuen Sponsorenvertrages musste Michele Alboreto seinen Platz bei Tyrrell zugunsten des von der Zigarettenmarke Camel unterstützten Jean Alesi räumen, der somit der dritte Neuling an diesem Wochenende war. Martin Donnelly erweiterte die Riege der Debütanten zu einem  Quartett, indem er den verletzten Derek Warwick bei Arrows vertrat.
Mit Nigel Mansell, Prost (jeweils zweimal), Nelson Piquet und René Arnoux (jeweils einmal) traten vier ehemalige Sieger zu diesem Grand Prix an.

### Training
Die beiden McLaren-Piloten qualifizierten sich für die erste Startreihe, wobei Prost die Pole-Position vor Ayrton Senna errang. Mansell folgte vor Alessandro Nannini, Thierry Boutsen und Berger.
Erstmals schaffte Bertrand Gachot die Vorqualifikation. In den regulären Qualifikations-Durchgängen erreichte er daraufhin mit dem Onyx ORE-1 einen beachtlichen elften Startplatz.

### Rennen
Während an der Spitze Senna an Prost vorbeizog, fuhr Maurício Gugelmin vor der ersten Kurve auf die Hinterräder von Boutsen und Mansell auf. Sein March CG891 überschlug sich und das Rennen wurde abgebrochen. Alle am Unfall beteiligten Piloten blieben unverletzt und sprinteten zu den Boxen, um in ihren T-Cars am Neustart teilnehmen zu können.
Im Zuge des Neustarts schied Senna aufgrund eines Getriebeschadens aus. Dadurch blieb Prost an der Spitze und verteidigte diese Position bis ins Ziel. Zunächst lag Berger hinter ihm auf dem zweiten Rang. In der zwölften Runde fiel er jedoch hinter Nannini und Boutsen zurück. Allerdings erreichte keiner dieser drei Piloten das Ziel. Durch deren Ausfälle gelangte zunächst Ivan Capelli und danach Alesi für wenige Runden auf den zweiten Rang. Dieser wurde in Runde 48 von Riccardo Patrese eingenommen. Mit Beginn des letzten Viertels des Rennens wurde er schließlich durch Mansell von dieser Position verdrängt.
Alesi belegte bei seinem Debüt einen starken vierten Platz. Stefan Johansson zeigte als Fünfter im eigentlich unterlegenen Onyx ebenfalls eine gute Leistung, ebenso wie Olivier Grouillard der als Sechster zum ersten und einzigen Mal eine Punkteplatzierung erreichte.

## Meldeliste
| Team                            | Nr. | Fahrer                | Chassis         | Motor                    | Reifen |
| ------------------------------- | --- | --------------------- | --------------- | ------------------------ | ------ |
| Honda Marlboro McLaren          | 01  | Ayrton Senna          | McLaren MP4/5   | Honda RA109E 3.5 V10     | G      |
| Honda Marlboro McLaren          | 02  | Alain Prost           | McLaren MP4/5   | Honda RA109E 3.5 V10     | G      |
| Tyrrell Racing Organisation     | 03  | Jonathan Palmer       | Tyrrell 018     | Ford Cosworth DFR 3.5 V8 | G      |
| Tyrrell Racing Organisation     | 04  | Jean Alesi            | Tyrrell 018     | Ford Cosworth DFR 3.5 V8 | G      |
| Canon Williams Team             | 05  | Thierry Boutsen       | Williams FW12C  | Renault RS1 3.5 V10      | G      |
| Canon Williams Team             | 06  | Riccardo Patrese      | Williams FW12C  | Renault RS1 3.5 V10      | G      |
| Motor Racing Developments       | 07  | Martin Brundle        | Brabham BT58    | Judd EV 3.5 V8           | P      |
| Motor Racing Developments       | 08  | Stefano Modena        | Brabham BT58    | Judd EV 3.5 V8           | P      |
| Arrows Grand Prix International | 09  | Martin Donnelly       | Arrows A11      | Ford Cosworth DFR 3.5 V8 | G      |
| Arrows Grand Prix International | 10  | Eddie Cheever         | Arrows A11      | Ford Cosworth DFR 3.5 V8 | G      |
| Camel Team Lotus                | 11  | Nelson Piquet         | Lotus 101       | Judd CV 3.5 V8           | G      |
| Camel Team Lotus                | 12  | Satoru Nakajima       | Lotus 101       | Judd CV 3.5 V8           | G      |
| Leyton House March Racing Team  | 15  | Maurício Gugelmin     | March CG891     | Judd CV 3.5 V8           | G      |
| Leyton House March Racing Team  | 16  | Ivan Capelli          | March CG891     | Judd CV 3.5 V8           | G      |
| Osella Squadra Corse            | 17  | Nicola Larini         | Osella FA1M     | Ford Cosworth DFR 3.5 V8 | P      |
| Osella Squadra Corse            | 18  | Piercarlo Ghinzani    | Osella FA1M     | Ford Cosworth DFR 3.5 V8 | P      |
| Benetton Formula Ltd            | 19  | Alessandro Nannini    | Benetton B189   | Ford Cosworth DFR 3.5 V8 | G      |
| Benetton Formula Ltd            | 20  | Emanuele Pirro        | Benetton B188   | Ford Cosworth DFR 3.5 V8 | G      |
| BMS Scuderia Italia             | 21  | Alex Caffi            | Dallara BMS 189 | Ford Cosworth DFR 3.5 V8 | P      |
| BMS Scuderia Italia             | 22  | Andrea de Cesaris     | Dallara BMS 189 | Ford Cosworth DFR 3.5 V8 | P      |
| Minardi Team SpA                | 23  | Pierluigi Martini     | Minardi M189    | Ford Cosworth DFR 3.5 V8 | P      |
| Minardi Team SpA                | 24  | Luis Pérez-Sala       | Minardi M189    | Ford Cosworth DFR 3.5 V8 | P      |
| Ligier Loto                     | 25  | René Arnoux           | Ligier JS33     | Ford Cosworth DFR 3.5 V8 | G      |
| Ligier Loto                     | 26  | Olivier Grouillard    | Ligier JS33     | Ford Cosworth DFR 3.5 V8 | G      |
| Scuderia Ferrari SpA SEFAC      | 27  | Nigel Mansell         | Ferrari 640     | Ferrari 035/5 3.5 V12    | G      |
| Scuderia Ferrari SpA SEFAC      | 28  | Gerhard Berger        | Ferrari 640     | Ferrari 035/5 3.5 V12    | G      |
| Équipe Larrousse                | 29  | Éric Bernard          | Lola LC89       | Lamborghini 3512 3.5 V12 | G      |
| Équipe Larrousse                | 30  | Philippe Alliot       | Lola LC89       | Lamborghini 3512 3.5 V12 | G      |
| Coloni SpA                      | 31  | Roberto Moreno        | Coloni FC189    | Ford Cosworth DFR 3.5 V8 | P      |
| Coloni SpA                      | 32  | Pierre-Henri Raphanel | Coloni FC189    | Ford Cosworth DFR 3.5 V8 | P      |
| EuroBrun Racing                 | 33  | Gregor Foitek         | EuroBrun ER188B | Judd CV 3.5 V8           | P      |
| West Zakspeed Racing            | 34  | Bernd Schneider       | Zakspeed 891    | Yamaha OX88 3.5 V8       | P      |
| West Zakspeed Racing            | 35  | Aguri Suzuki          | Zakspeed 891    | Yamaha OX88 3.5 V8       | P      |
| Moneytron Onyx Formula One      | 36  | Stefan Johansson      | Onyx ORE-1      | Ford Cosworth DFR 3.5 V8 | G      |
| Moneytron Onyx Formula One      | 37  | Bertrand Gachot       | Onyx ORE-1      | Ford Cosworth DFR 3.5 V8 | G      |
| Rial Racing                     | 38  | Christian Danner      | Rial ARC2       | Ford Cosworth DFR 3.5 V8 | G      |
| Rial Racing                     | 39  | Volker Weidler        | Rial ARC2       | Ford Cosworth DFR 3.5 V8 | G      |
| AGS Racing                      | 40  | Gabriele Tarquini     | AGS JH23B       | Ford Cosworth DFR 3.5 V8 | G      |
| AGS Racing                      | 41  | Joachim Winkelhock    | AGS JH23B       | Ford Cosworth DFR 3.5 V8 | G      |

## Klassifikationen

### Qualifying
| Pos. | Fahrer                | Konstrukteur     | Vorqualifikation | Vorqualifikation  | 1. Qualifikationstraining | 1. Qualifikationstraining | 2. Qualifikationstraining | 2. Qualifikationstraining | Start |
| Pos. | Fahrer                | Konstrukteur     | Zeit             | Ø-Geschwindigkeit | Zeit                      | Ø-Geschwindigkeit         | Zeit                      | Ø-Geschwindigkeit         | Start |
| ---- | --------------------- | ---------------- | ---------------- | ----------------- | ------------------------- | ------------------------- | ------------------------- | ------------------------- | ----- |
| 01   | Alain Prost           | McLaren-Honda    | –                | –                 | 1:08,285                  | 201,022 km/h              | 1:07,203                  | 204,259 km/h              | 01    |
| 02   | Ayrton Senna          | McLaren-Honda    | –                | –                 | 1:07,920                  | 202,102 km/h              | 1:07,228                  | 204,183 km/h              | 02    |
| 03   | Nigel Mansell         | Ferrari          | –                | –                 | 1:09,030                  | 198,853 km/h              | 1:07,455                  | 203,496 km/h              | 03    |
| 04   | Alessandro Nannini    | Benetton-Ford    | –                | –                 | 1:09,615                  | 197,182 km/h              | 1:08,137                  | 201,459 km/h              | 04    |
| 05   | Thierry Boutsen       | Williams-Renault | –                | –                 | 1:08,299                  | 200,981 km/h              | 1:08,211                  | 201,240 km/h              | 05    |
| 06   | Gerhard Berger        | Ferrari          | –                | –                 | 1:09,011                  | 198,907 km/h              | 1:08,233                  | 201,175 km/h              | 06    |
| 07   | Philippe Alliot       | Lola-Lamborghini | –                | –                 | 1:09,478                  | 197,570 km/h              | 1:08,561                  | 200,213 km/h              | 07    |
| 08   | Riccardo Patrese      | Williams-Renault | –                | –                 | 1:09,326                  | 198,004 km/h              | 1:08,993                  | 198,959 km/h              | 08    |
| 09   | Jonathan Palmer       | Tyrrell-Ford     | –                | –                 | 1:10,238                  | 195,433 km/h              | 1:09,026                  | 198,864 km/h              | 09    |
| 10   | Maurício Gugelmin     | March-Judd       | –                | –                 | 1:10,122                  | 195,756 km/h              | 1:09,036                  | 198,835 km/h              | 10    |
| 11   | Bertrand Gachot       | Onyx-Ford        | 1:09,617         | 197,176 km/h      | 1:10,564                  | 194,530 km/h              | 1:09,112                  | 198,617 km/h              | 11    |
| 12   | Ivan Capelli          | March-Judd       | –                | –                 | 1:09,569                  | 197,312 km/h              | 1:09,283                  | 198,127 km/h              | 12    |
| 13   | Stefan Johansson      | Onyx-Ford        | 1:09,668         | 197,032 km/h      | 1:10,600                  | 194,431 km/h              | 1:09,299                  | 198,081 km/h              | 13    |
| 14   | Martin Donnelly       | Arrows-Ford      | –                | –                 | 1:11,223                  | 192,730 km/h              | 1:09,524                  | 197,440 km/h              | 14    |
| 15   | Éric Bernard          | Lola-Lamborghini | –                | –                 | 1:25,401                  | 160,733 km/h              | 1:09,596                  | 197,235 km/h              | 15    |
| 16   | Jean Alesi            | Tyrrell-Ford     | –                | –                 | 1:09,668                  | 197,032 km/h              | 1:09,909                  | 196,352 km/h              | 16    |
| 17   | Olivier Grouillard    | Ligier-Ford      | –                | –                 | 1:10,410                  | 194,955 km/h              | 1:09,717                  | 196,893 km/h              | 17    |
| 18   | René Arnoux           | Ligier-Ford      | –                | –                 | 1:10,725                  | 194,087 km/h              | 1:10,077                  | 195,882 km/h              | 18    |
| 19   | Satoru Nakajima       | Lotus-Judd       | –                | –                 | 1:12,125                  | 190,320 km/h              | 1:10,119                  | 195,764 km/h              | 19    |
| 20   | Nelson Piquet         | Lotus-Judd       | –                | –                 | 1:10,473                  | 194,781 km/h              | 1:10,135                  | 195,720 km/h              | 20    |
| 21   | Gabriele Tarquini     | AGS-Ford         | –                | –                 | 1:11,136                  | 192,966 km/h              | 1:10,216                  | 195,494 km/h              | 21    |
| 22   | Stefano Modena        | Brabham-Judd     | 1:09,917         | 196,330 km/h      | 1:10,910                  | 193,581 km/h              | 1:10,254                  | 195,388 km/h              | 22    |
| 23   | Pierluigi Martini     | Minardi-Ford     | –                | –                 | 1:10,640                  | 194,320 km/h              | 1:10,267                  | 195,352 km/h              | 23    |
| 24   | Emanuele Pirro        | Benetton-Ford    | –                | –                 | 1:11,566                  | 191,806 km/h              | 1:10,292                  | 195,283 km/h              | 24    |
| 25   | Eddie Cheever         | Arrows-Ford      | –                | –                 | 1:10,372                  | 195,061 km/h              | keine Zeit                | –                         | 25    |
| 26   | Alex Caffi            | Dallara-Ford     | 1:09,726         | 196,868 km/h      | 1:11,409                  | 192,228 km/h              | 1:10,468                  | 194,795 km/h              | 26    |
| DNQ  | Andrea de Cesaris     | Dallara-Ford     | –                | –                 | 1:12,078                  | 190,444 km/h              | 1:10,591                  | 194,455 km/h              | –     |
| DNQ  | Luis Pérez-Sala       | Minardi-Ford     | –                | –                 | 1:11,539                  | 191,879 km/h              | 1:11,079                  | 193,120 km/h              | –     |
| DNQ  | Christian Danner      | Rial-Ford        | –                | –                 | 1:12,569                  | 189,155 km/h              | 1:11,178                  | 192,852 km/h              | –     |
| DNQ  | Roberto Moreno        | Coloni-Ford      | –                | –                 | 1:14,746                  | 183,646 km/h              | 1:11,372                  | 192,328 km/h              | –     |
| DNPQ | Nicola Larini         | Osella-Ford      | 1:09,989         | 196,128 km/h      | –                         | –                         | –                         | –                         | –     |
| DNPQ | Martin Brundle        | Brabham-Judd     | 1:10,181         | 195,591 km/h      | –                         | –                         | –                         | –                         | –     |
| DNPQ | Volker Weidler        | Rial-Ford        | 1:11,059         | 193,175 km/h      | –                         | –                         | –                         | –                         | –     |
| DNPQ | Bernd Schneider       | Zakspeed-Yamaha  | 1:11,098         | 193,069 km/h      | –                         | –                         | –                         | –                         | –     |
| DNPQ | Piercarlo Ghinzani    | Osella-Ford      | 1:11,528         | 191,908 km/h      | –                         | –                         | –                         | –                         | –     |
| DNPQ | Pierre-Henri Raphanel | Coloni-Ford      | 1:11,953         | 190,775 km/h      | –                         | –                         | –                         | –                         | –     |
| DNPQ | Aguri Suzuki          | Zakspeed-Yamaha  | 1:12,031         | 190,568 km/h      | –                         | –                         | –                         | –                         | –     |
| DNPQ | Gregor Foitek         | EuroBrun-Judd    | 1:12,179         | 190,177 km/h      | –                         | –                         | –                         | –                         | –     |
| DNPQ | Joachim Winkelhock    | AGS-Ford         | 1:13,173         | 187,594 km/h      | –                         | –                         | –                         | –                         | –     |

### Rennen
| Pos. | Fahrer             | Konstrukteur     | Runden | Stopps | Zeit        | Start | Schnellste Runde |
| ---- | ------------------ | ---------------- | ------ | ------ | ----------- | ----- | ---------------- |
| 01   | Alain Prost        | McLaren-Honda    | 80     | 0      | 1:38:29,411 | 01    | 1:12,500         |
| 02   | Nigel Mansell      | Ferrari          | 80     | 0      | + 44,017    | 03    | 1:12,542         |
| 03   | Riccardo Patrese   | Williams-Renault | 80     | 0      | + 1:06,921  | 08    | 1:12,977         |
| 04   | Jean Alesi         | Tyrrell-Ford     | 80     | 0      | + 1:13,232  | 16    | 1:12,964         |
| 05   | Stefan Johansson   | Onyx-Ford        | 79     | 0      | + 1 Runde   | 13    | 1:13,175         |
| 06   | Olivier Grouillard | Ligier-Ford      | 79     | 0      | + 1 Runde   | 17    | 1:13,399         |
| 07   | Eddie Cheever      | Arrows-Ford      | 79     | 0      | + 1 Runde   | 25    | 1:13,171         |
| 08   | Nelson Piquet      | Lotus-Judd       | 78     | 0      | + 2 Runden  | 20    | 1:12,723         |
| 09   | Emanuele Pirro     | Benetton-Ford    | 78     | 0      | + 2 Runden  | 24    | 1:13,712         |
| 10   | Jonathan Palmer    | Tyrrell-Ford     | 78     | 0      | + 2 Runden  | 09    | 1:13,262         |
| 11   | Éric Bernard       | Lola-Lamborghini | 77     | 0      | DNF         | 15    | 1:13,144         |
| 12   | Martin Donnelly    | Arrows-Ford      | 77     | 0      | + 3 Runden  | 14    | 1:14,538         |
| 13   | Bertrand Gachot    | Onyx-Ford        | 76     | 0      | + 4 Runden  | 11    | 1:13,358         |
| –    | Maurício Gugelmin  | March-Judd       | 71     | 0      | NC          | 10    | 1:12,090         |
| –    | Stefano Modena     | Brabham-Judd     | 67     | 0      | DNF         | 22    | 1:14,137         |
| –    | Thierry Boutsen    | Williams-Renault | 50     | 0      | DNF         | 05    | 1:12,755         |
| –    | Satoru Nakajima    | Lotus-Judd       | 49     | 0      | DNF         | 19    | 1:13,657         |
| –    | Ivan Capelli       | March-Judd       | 43     | 0      | DNF         | 12    | 1:12,737         |
| –    | Alessandro Nannini | Benetton-Ford    | 40     | 0      | DNF         | 04    | 1:12,406         |
| –    | Pierluigi Martini  | Minardi-Ford     | 31     | 0      | DNF         | 23    | 1:14,631         |
| –    | Philippe Alliot    | Lola-Lamborghini | 30     | 0      | DNF         | 07    | 1:13,719         |
| –    | Gabriele Tarquini  | AGS-Ford         | 30     | 0      | DNF         | 21    | 1:15,437         |
| –    | Gerhard Berger     | Ferrari          | 29     | 0      | DNF         | 06    | 1:12,937         |
| –    | Alex Caffi         | Dallara-Ford     | 27     | 0      | DNF         | 26    | 1:14,789         |
| –    | René Arnoux        | Ligier-Ford      | 14     | 0      | DNF         | 18    | 1:14,956         |
| –    | Ayrton Senna       | McLaren-Honda    | 0      | 0      | DNF         | 02    | –                |

## WM-Stände nach dem Rennen
Die ersten sechs des Rennens bekamen 9, 6, 4, 3, 2 bzw. 1 Punkt(e). In der Fahrerwertung wurden die besten elf Resultate, in der Konstrukteurswertung alle Resultate gewertet.

### Fahrerwertung
| Pos. | Fahrer             | Konstrukteur     | Punkte |
| ---- | ------------------ | ---------------- | ------ |
| 01   | Alain Prost        | McLaren-Honda    | 38     |
| 02   | Ayrton Senna       | McLaren-Honda    | 27     |
| 03   | Riccardo Patrese   | Williams-Renault | 22     |
| 04   | Nigel Mansell      | Ferrari          | 15     |
| 05   | Thierry Boutsen    | Williams-Renault | 13     |
| 06   | Alessandro Nannini | Benetton-Ford    | 8      |
| 07   | Michele Alboreto   | Tyrrell-Ford     | 6      |
| 08   | Johnny Herbert     | Benetton-Ford    | 5      |
| 09   | Eddie Cheever      | Arrows-Ford      | 4      |
| 10   | Derek Warwick      | Arrows-Ford      | 4      |
| 11   | Stefano Modena     | Brabham-Judd     | 4      |
| 12   | Maurício Gugelmin  | March-Judd       | 4      |
| 13   | Andrea de Cesaris  | Dallara-Ford     | 4      |
| 14   | Alex Caffi         | Dallara-Ford     | 4      |
| 15   | Christian Danner   | Rial-Ford        | 3      |
| 16   | Nelson Piquet      | Lotus-Judd       | 3      |
| 17   | Jean Alesi         | Tyrrell-Ford     | 3      |
| 18   | René Arnoux        | Ligier-Ford      | 2      |
| 19   | Stefan Johansson   | Onyx-Ford        | 2      |

| Pos. | Fahrer                | Konstrukteur     | Punkte |
| ---- | --------------------- | ---------------- | ------ |
| 20   | Jonathan Palmer       | Tyrrell-Ford     | 1      |
| 21   | Martin Brundle        | Brabham-Judd     | 1      |
| 22   | Gabriele Tarquini     | AGS-Ford         | 1      |
| 23   | Olivier Grouillard    | Ligier-Ford      | 1      |
| 24   | Satoru Nakajima       | Lotus-Judd       | 0      |
| 25   | Emanuele Pirro        | Benetton-Ford    | 0      |
| 26   | Ivan Capelli          | March-Judd       | 0      |
| 27   | Éric Bernard          | Lola-Lamborghini | 0      |
| 28   | Philippe Alliot       | Lola-Lamborghini | 0      |
| 29   | Nicola Larini         | Osella-Ford      | 0      |
| 30   | Martin Donnelly       | Arrows-Ford      | 0      |
| 31   | Bertrand Gachot       | Onyx-Ford        | 0      |
| –    | Bernd Schneider       | Zakspeed-Yamaha  | 0      |
| –    | Pierluigi Martini     | Minardi-Ford     | 0      |
| –    | Gerhard Berger        | Ferrari          | 0      |
| –    | Luis Pérez-Sala       | Minardi-Ford     | 0      |
| –    | Yannick Dalmas        | Lola-Lamborghini | 0      |
| –    | Roberto Moreno        | Coloni-Ford      | 0      |
| –    | Pierre-Henri Raphanel | Coloni-Ford      | 0      |

### Konstrukteurswertung
| Pos. | Konstrukteur     | Punkte |
| ---- | ---------------- | ------ |
| 01   | McLaren-Honda    | 65     |
| 02   | Williams-Renault | 35     |
| 03   | Ferrari          | 15     |
| 04   | Benetton-Ford    | 13     |
| 05   | Tyrrell-Ford     | 10     |
| 06   | Dallara-Ford     | 8      |
| 07   | Arrows-Ford      | 8      |
| 08   | Brabham-Judd     | 5      |
| 09   | March-Judd       | 4      |
| 10   | Rial-Ford        | 3      |

| Pos. | Konstrukteur     | Punkte |
| ---- | ---------------- | ------ |
| 11   | Lotus-Judd       | 3      |
| 12   | Ligier-Ford      | 3      |
| 13   | Onyx-Ford        | 2      |
| 14   | AGS-Ford         | 1      |
| 15   | Lola-Lamborghini | 0      |
| 16   | Osella-Ford      | 0      |
| –    | Zakspeed-Yamaha  | 0      |
| –    | Minardi-Ford     | 0      |
| –    | Coloni-Ford      | 0      |